# Sören Opti
Sören Opti (* 16. Mai 1997 in Paramaribo) ist ein surinamischer Badmintonspieler. 

## Erfolge
Sören Opti startete 2016 bei den Olympischen Sommerspielen. Bereits 2014 war er surinamischer Meister im Herrendoppel geworden.

## Sportliche Erfolge
| Saison | Veranstaltung                      | Disziplin | Platz | Starter                            |
| ------ | ---------------------------------- | --------- | ----- | ---------------------------------- |
| 2008   | Suriname Juniors U15 2008          | MS        | 2     | Sören Opti                         |
| 2008   | Suriname Juniors U13 2008          | MD        | 1     | Mitch Nai Chung Tong / Sören Opti  |
| 2008   | Suriname Juniors U15 2008          | MD        | 1     | Jair Liew / Sören Opti             |
| 2008   | Suriname Juniors U19 2008          | MD        | 2     | Jair Liew / Sören Opti             |
| 2008   | Suriname Juniors U13 2008          | XD        | 1     | Sören Opti / Rugshaar Ishaak       |
| 2008   | Suriname Juniors U15 2008          | XD        | 3     | Sören Opti / Rebecca Djodikromo    |
| 2008   | Suriname Juniors U17 2008          | XD        | 3     | Sören Opti / Arantxa Ilahibaks     |
| 2008   | Suriname Juniors U13 2008          | MS        | 1     | Sören Opti                         |
| 2009   | Suriname Juniors U19 2009          | MD        | 2     | Jair Liew / Sören Opti             |
| 2009   | Suriname Nationals 2009            | MD        | 3     | Jair Liew / Sören Opti             |
| 2009   | Suriname Juniors U15 2009          | MD        | 1     | Sören Opti / Alrick Toney          |
| 2009   | Suriname Juniors U19 2009          | MS        | 3     | Sören Opti                         |
| 2009   | Suriname Juniors U15 2009          | MS        | 1     | Sören Opti                         |
| 2009   | Suriname Juniors U15 2009          | XD        | 1     | Sören Opti / Crystal Leefmans      |
| 2010   | Suriname Juniors U15 2010          | MS        | 1     | Sören Opti                         |
| 2010   | Suriname Juniors U19 2010          | MS        | 3     | Sören Opti                         |
| 2010   | Suriname Juniors U15 2010          | XD        | 1     | Sören Opti / Rugshaar Ishaak       |
| 2011   | Suriname Juniors U17 2011          | MS        | 1     | Sören Opti                         |
| 2011   | Suriname Juniors U17 2011          | MD        | 1     | Mitch Nai Chung Tong / Sören Opti  |
| 2011   | Suriname Juniors U17 2011          | XD        | 2     | Sören Opti / Santusha Ramzan       |
| 2012   | Suriname Juniors U19 2012          | XD        | 1     | Sören Opti / Rugshaar Ishaak       |
| 2012   | Suriname Juniors U17 2012          | MS        | 1     | Sören Opti                         |
| 2012   | Suriname Juniors U19 2012          | MS        | 1     | Sören Opti                         |
| 2012   | Suriname Juniors U17 2012          | MD        | 1     | Mitch Nai Chung Tong / Sören Opti  |
| 2012   | Suriname Juniors U19 2012          | MD        | 1     | Sören Opti / Alrick Toney          |
| 2012   | Suriname Juniors U17 2012          | XD        | 1     | Sören Opti / Rugshaar Ishaak       |
| 2013   | Suriname Juniors U19 2013          | MS        | 1     | Sören Opti                         |
| 2013   | Suriname Juniors U17 2013          | MD        | 1     | Mitch Nai Chung Tong / Sören Opti  |
| 2013   | Suriname Juniors U19 2013          | MD        | 1     | Mitch Nai Chung Tong / Sören Opti  |
| 2013   | Suriname Juniors U17 2013          | XD        | 1     | Sören Opti / Santusha Ramzan       |
| 2013   | Suriname Juniors U19 2013          | XD        | 1     | Sören Opti / Rugshaar Ishaak       |
| 2013   | Suriname Nationals 2013            | XD        | 3     | Sören Opti / Santusha Ramzan       |
| 2013   | Suriname Nationals 2013            | MS        | 3     | Sören Opti                         |
| 2013   | Suriname Nationals 2013            | MD        | 1     | Sören Opti / Virgil Soeroredjo     |
| 2013   | Suriname Juniors U17 2013          | MS        | 1     | Sören Opti                         |
| 2014   | Suriname Juniors U19 2014          | MD        | 1     | Mitch Nai Chung Tong / Sören Opti  |
| 2014   | Suriname Nationals 2014            | MS        | 2     | Sören Opti                         |
| 2014   | Suriname Nationals 2014            | XD        | 2     | Sören Opti / Santusha Ramzan       |
| 2014   | Suriname Nationals 2014            | MD        | 3     | Dylan Darmohoetomo / Sören Opti    |
| 2014   | Suriname Juniors U19 2014          | XD        | 1     | Sören Opti / Rugshaar Ishaak       |
| 2014   | Suriname Juniors U19 2014          | MS        | 1     | Sören Opti                         |
| 2015   | Carebaco Junior International 2015 | MD        | 2     | Aubrey Nai Chung Tong / Sören Opti |
| 2015   | Carebaco Junior International 2015 | MS        | 1     | Sören Opti                         |
| 2015   | Suriname Juniors U19 2015          | MD        | 1     | Mitch Nai Chung Tong / Sören Opti  |
| 2015   | Suriname Juniors U19 2015          | MS        | 1     | Sören Opti                         |
| 2015   | Peru Junior International 2015     | MS        | 3     | Sören Opti                         |
| 2015   | Suriname Juniors U19 2015          | XD        | 1     | Sören Opti / Santusha Ramzan       |
| 2016   | Olympic Games 2016                 | MS        | 27    | Sören Opti                         |
| 2016   | Santo Domingo International 2016   | MS        | 3     | Sören Opti                         |
| 2016   | Carebaco International 2016        | MS        | 2     | Sören Opti                         |
| 2024   | Suriname International             | MD        | 1     | Sören Opti / Mitchel Wongsodikromo |